# Hải Ninh (nghệ sĩ)
Hải Ninh (31 tháng 12 năm 1931 - 5 tháng 2 năm 2013) là một nhà đạo diễn điện ảnh Việt Nam nổi tiếng, ông đã đạo diễn cho nhiều bộ phim đoạt các giải thưởng lớn ở trong và ngoài nước như Người chiến sĩ trẻ, Em bé Hà Nội, Vĩ tuyến 17 ngày và đêm... Ông còn là Giám đốc Hãng phim truyện Việt Nam từ năm 1984 đến 1994. Đến với điện ảnh từ năm 1956, Hải Ninh thuộc thế hệ đầu tiên của trường Điện ảnh Việt Nam và là một trong những người đặt viên gạch cho nền điện ảnh nước nhà.

## Tiểu sử
Hải Ninh tên thật là Nguyễn Hải Ninh, sinh năm 1931 tại Hoằng Hóa, Thanh Hóa. Ông là con út trong gia đình 6 anh em, ông là con bà hai. 13 tuổi bố mất, 14 tuổi mẹ mất. 16 tuổi ông đi bộ đội, sau đó phục viên nhưng không về quê (xã Hoằng Hợp, huyện Hoằng Hóa, Thanh Hóa) mà lại sang chợ Bút (xã Hoằng Phúc, huyện Hoằng Hóa) cùng mấy anh em mở một hiệu chụp ảnh.
Ông tham gia cách mạng năm 1947, sau 4 năm ở Vệ quốc đoàn, từ 1951, ông tham gia công tác tại địa phương.
Khi đang là Vệ quốc quân, Hải Ninh cưới cô nữ sinh Lê Hồng Liệu - con gái một ông Tú tỉnh Thanh, em gái nhà văn Nam Mộc (Sơn Tùng). Sau khi kết hôn, vợ ông sinh con đầu lòng Hồng Hải ở Thái Bình năm 1954, tới 1961 mới về Hà Nội. Ban đầu, họ phải ở chung trong gian phòng tập thể của xưởng phim ở 72 Hoàng Hoa Thám, căn phòng năm cái giường cá nhân, 5 đôi, với con nhỏ của đạo diễn Hải Ninh, tổng cộng tới 11 người. Sau gia đình đạo diễn chuyển về sống tại khu tập thể bờ sông, gần phố Chương Dương Độ. Rồi về căn hộ tầng 4 nhà A1 Trung Tự. Đến lúc được phân nhà tại Thanh Xuân, ông đã trả nhà cũ.
Gần 10 năm, khi bà chuyển về Ngân hàng Trung ương, vợ chồng mới có dịp gần nhau, nhưng "cũng chỉ là tượng trưng" như ông bảo. Vì đó là thời điểm Mỹ sắp đánh phá miền Bắc. Công việc của ông gắn bó với những dấu ấn lịch sử của đất nước khiến cuộc sống của ông chẳng khác chi người lính, cũng xông pha bom đạn, cũng xa nhà triền miên.
Các con của đạo diễn Hải Ninh cũng tham gia vào ngành điện ảnh Việt Nam: Nguyễn Hồng Hải (Con trai cả - Phó chủ nhiệm Khoa Công nghệ - vật liệu Trường đại học Bách khoa), Trọng Tuân (con trai thứ - họa sĩ), Thanh Vân (con thứ- đạo diễn), Nhuệ Giang (con dâu - đạo diễn), Nguyễn Thu Hà (con út - hậu cảnh, phục trang cho nhiều phim như "Long thành cầm giả ca", giảng viên Trường đại học Sân khấu Điện ảnh).

## Sự nghiệp
Sau khi làm phó đạo diễn phim Một ngày đầu thu (1962), ông là đạo diễn thứ nhất phim Người chiến sĩ trẻ. Sau đó, ông ghi dấu ấn khó quên với những tác phẩm như Rừng O Thắm,  Vĩ tuyến 17 ngày và đêm, Em bé Hà Nội, Mối tình đầu, Đêm hội Long Trì, Đất mẹ, Kiếp phù du, Tình yêu bên bờ vực thẳm,... Trong đó Vĩ tuyến 17 ngày và đêm - bộ phim nhựa đầu tiên của điện ảnh Việt Nam - tác giả đã dành 5 năm để viết, 2 năm để quay dựng và bộ phim Đêm hội Long Trì: cũng đánh dấu là bộ phim tiên phong cho thể loại phim cổ trang Việt.
Ông đã thực hiện nhiều thể loại phim khác nhau, bao gồm cả phim truyện và phim tài liệu. Ngoài những bộ phim nổi tiếng cách mạng của điện ảnh Việt Nam, Hải Ninh cũng thành công với phim tâm lý xã hội, sâu sắc khám phá vấn đề xã hội thời hậu chiến, ảnh hưởng tích cực đến tư tưởng của thanh niên. Trong Mối tình đầu, ông đề cập đến tình yêu nam nữ một cách táo bạo. Bãi biển đời người tiếp tục làm tiếng vang, khám phá tâm lý sâu sắc và dẫn đầu trong việc phát hiện tín hiệu đổi mới. Ông cũng làm phim cổ trang cho Việt Nam qua Đêm hội Long Trì và Kiếp phù du, mặc dù công việc chuẩn bị cho hai phim này gặp nhiều khó khăn và thiếu thốn, đặc biệt trong việc nghiên cứu phục trang và tái hiện lịch sử trên trường quay.
Trong những ngày làm phim "Vĩ tuyến 17 ngày và đêm", máy bay Mỹ ném bom đánh phá Hà Nội ác liệt trong 12 ngày đêm, cũng chính trong hoàn cảnh đó, ông lấy cảm hứng và cho ra đời bộ phim "Em bé Hà Nội". Trong bộ phim này, Lan Hương đóng vai một em bé ở Hà Nội, đang phải trải qua những khó khăn, gian khổ và tinh thần chiến đấu trong bối cảnh chiến tranh. Khi thời điểm đó, Lan Hương mới chỉ 12 tuổi.
Ngoài ra, ông còn là đạo diễn các phim tài liệu "Ngày hòa bình đầu tiên ở Quảng Trị", "Hòn đảo tự do", "Thành phố lúc rạng đông".
Cũng từ những tác phẩm điện ảnh của Hải Ninh, những gương mặt diễn viên như Trà Giang, Lâm Tới, Thế Anh, Lan Hương, Hoàng Cúc…đã có những vai diễn để đời, tên tuổi của họ cũng đi lên qua chính các vai diễn này.

## Giải thưởng và thành tựu
- Năm 1965: Người chiến sĩ trẻ  - Bằng Khen của Hội Điện ảnh và Đoàn thanh niên Komxomon Liên Xô tại Liên hoan phim Quốc tế Matxcova.
- Năm 1970: Người chiến sĩ trẻ đoạt giải thưởng Bông sen Vàng Liên hoan phim Việt Nam lần I
- Năm 1970: Rừng O Thắm đoạt giải Bông sen Bạc Liên hoan phim Việt Nam lần I
- Năm 1973: Em bé Hà Nội đoạt giải Bông sen Vàng Liên hoan phim Việt Nam lần II và giải đặc biệt của Liên hoan phim quốc tế Matxcova (1975)
- Thành phố lúc rạng đông đoạt giải thưởng Lớn (Grand Prix) của Đức.
- Năm 1975: Vĩ tuyến 17 ngày và đêm đoạt giải thưởng của Hội đồng Hòa bình thế giới lần III, Giải Đặc biệt tại Liên hoan phim quốc tế Moskva.[6]
- Năm 1978: Mối tình đầu đoạt giải UNESCO tại Liên hoan phim quốc tế Karlovy Vary.
- Năm 1980:  Mối tình đầu đoạt giải Bông sen Bạc và giải Đạo diễn xuất sắc nhất tại LHPVN lần V.
- Năm 1981: Mối tình đầu - Huy chương Bạc Liên hoan phim Quốc tế phim Tân hiện thực tại Ý.
- Năm 1984: Ông được Nhà nước trao tặng danh hiệu Nghệ sĩ nhân dân (đợt 1).[7]
- Năm 1990: Kiếp phù du đoạt giải Bông sen Bạc Liên hoan phim Việt Nam lần thứ IX.
- Năm 2007: Ông nhận Giải thưởng Hồ Chí Minh cho cụm phim truyện Em bé Hà Nội, Vĩ tuyến 17 ngày và đêm, Người chiến sĩ trẻ, Mối tình đầu và phim tài liệu Thành phố lúc rạng đông.[8]

## Các phim đã thực hiện

### Phim truyện
- Một ngày đầu thu (1962)
- Người chiến sĩ trẻ (1964)
- Rừng O Thắm (1967)
- Vĩ tuyến 17 ngày và đêm (1972)
- Em bé Hà Nội (1973)
- Mối tình đầu (1977)
- Đất mẹ (1980)
- Bãi biển đời người (1983)
- Đêm hội Long Trì (1989)
- Kiếp phù du (1990)
- Tình yêu bên bờ vực thẳm (1992)
- Số phận một tình yêu (1995)

### Phim tài liệu
- Thành phố lúc rạng đông (1975)
- Ngày hòa bình đầu tiên ở Quảng Trị
- Hòn đảo tự do

## Đam mê và thói quen khác

### Điện ảnh
Đam mê lớn nhất của đạo diễn Hải Ninh là điện ảnh. Ông là người yêu điện ảnh đến cuồng nhiệt. Trong thời gian còn làm đạo diễn, ông luôn sát sao cùng đoàn, thấu hiểu tâm tư, nguyện vọng cũng như sống hòa đồng cùng mọi người, còn trong công việc, ông là người nghiêm túc, luôn đặt ra các yêu cầu khắt khe để đảm bảo chất lượng bộ phim. Ông luôn đề cao vai trò sáng tạo của đội ngũ nghệ sĩ tài ba của ông. Ngoài ra, ông không ngại tìm tòi, thử thách trong các lĩnh vực khác nhau, từ phim điện ảnh đến truyền hình, từ phim chiến tranh đến phim tình cảm, cuộc sống để đem đến các bộ phim hay nhất đến cho khán giả.
Trước khi mất ít tháng, kịch bản "Bà mẹ Hà Nội" của ông đã được Lãnh đạo Hà Nội thông qua, dự kiến đưa vào sản xuất để kỷ niệm 60 năm giải phóng thủ đô do Hãng phim Sao khuê của Hội điện ảnh Hà Nội thực hiện. Kịch bản này ông viết đã lâu nhưng mỗi năm ông lại nâng cao sửa chữa.
Trong thời kỳ ông làm giám đốc Hãng phim truyện Việt Nam, hãng gặp khá nhiều khó khăn khi cơ chế chuyển đổi. Đã có những tháng Hãng không có tiền trả lương. Ông bươn bả đi tìm kiếm đầu tư, tài trợ. Ông quan niệm "Nhà nước cần phải có chính sách ưu đãi, rõ ràng đối với điện ảnh  để điện ảnh được thụ hưởng chính sách đó - mọi Ban, Ngành liên quan cũng phải thực thi chính sách đó, không thể để điện ảnh sống trong tình trạng luôn ngửa tay đi xin thế này được"

### Hội họa
Đạo diễn Hải Ninh thích hội họa. Nhà ông có tranh bột màu của Nguyễn Tư Nghiêm, tranh lụa của Lương Xuân Đoàn, Hồ Quảng; tranh của các họa sĩ điện ảnh Đào Đức, Trương Qua. Diễn viên Trà Giang tặng một số tranh tĩnh vật, phong cảnh của bà và "Em bé Hà Nội" Ngọc Hà sau 22 năm, tặng người đạo diễn đã cho mình vai diễn sáng giá khởi đầu vào nghệ thuật, bức tranh Lan Hương vẽ đôi tay nâng đóa hướng dương vàng rực giữa nền đen, trước ngày ông nhận Giải thưởng Hồ Chí Minh (đợt 3).

### Hà Nội
Đạo diễn Hải Ninh rất yêu Hà Nội. Ông làm phim "Em bé Hà Nội", bộ phim làm nên tên tuổi của Lan Hương. Rồi ông viết kịch bản phim Người mẹ Hà Nội, sửa đi sửa lại cả chục năm trời. Sau khi kịch bản được duyệt, ông rất mừng nhưng do tuổi cao sức yếu, không đi làm phim được nữa nên ông nhắm Thanh Vân (con trai thứ) làm đạo diễn.

## Tình bạn với Hồng Sến
Bài chi tiết: Nguyễn Hồng Sến, Kim Chi
Đạo diễn Hải Ninh luôn coi Hồng Sến như người anh em kết nghĩa, gọi một cách trìu mến là "anh hai Sài Gòn". Hai đạo diễn có tính cách khác nhau, lại là bạn thân. "Đạo diễn Hồng Sến - con người và tác phẩm" (190 trang, Nhà xuất bản Văn hóa - Thông tin, tháng 4/2012) là cuốn sách đầu tiên của tác giả Hải Ninh. Viết về bạn thân, Hải Ninh có thái độ khách quan cần thiết của người "chép sử điện ảnh". Chính nhờ ý thức giữ gìn thư tín, tài liệu, bằng sự hiểu biết, tay nghề của đạo diễn yêu nghề, say mê học, tìm tòi, Hải Ninh đã viết với tư cách nhà phê bình phim, một chuyên gia điện ảnh Việt nam.
Tháng 3/1964, Hồng Sến, Kim Chi và các nghệ sĩ điện ảnh miền Nam rời Hà Nội trở về Nam tham gia chiến đấu. Tính đến tháng 1/1974, cặp vợ chồng Hồng Sến - Kim Chi viết cho Hải Ninh 6 lá thư dài, 28 tấm ảnh (ghi chi tiết sau mặt ảnh). Đặc biệt trong đó, 1 lá thư dài 36 trang, được Hồng Sến viết khi có chút thời gian nghỉ dưỡng sau 15 tháng lăn lộn ở mặt trận quay bộ phim Sống và chiến đấu. Trang 172 đến 138 của cuốn sách này in bút tích, ảnh của Hồng Sến - Kim Chi. Nghệ sĩ, chiến sĩ Hồng Sến có bí danh Hồng Chi. Những trang thư vàng sậm, mỏng tang, viết bi đỏ; thư bằng bút bi trên giấy kẻ ô, giấy trắng đầy thân thiết mà cô em Kim Chi gửi anh Hải Ninh, hay Hồng Sến xưng hô "tao - mày" tâm tình say nghề giữa bom đạn, hiểm nguy, mới thấy tình yêu vĩ đại vô song của nghệ sĩ lớn Hồng Sến với điện ảnh. Tình bạn son sắt đầy cảm động của hai gia đình từ thuở giấy ố mùi đạn khói đến giờ vẫn vẹn nguyên.
Hải Ninh chưa cùng Hồng Sến về Long An thăm cha mẹ bạn, những người ông nhận là cha mẹ nuôi, song họ đã cùng nhau sang Mỹ, thế hệ điện ảnh lứa đầu cũng là những người sang Mỹ gần như đầu tiên. Năm 1990, Thế Anh, Hoàng Cúc - các diễn viên trong phim của Hải Ninh, cùng đạo diễn Hồng Sến, Bùi Đình Hạc, Đặng Nhật Minh, sang Pháp dự Liên hoan phim Quốc tế Nantes, Cánh đồng hoang, Kiếp phù du chiếu tại Nantes, buổi nào cũng kín khán giả cả lối đi. 

## "Cặp bài trùng" Hải Ninh - Hoàng Tích Chỉ
Bài chi tiết: Hoàng Tích Chỉ
Nhà biên kịch Hoàng Tích Chỉ và đạo diễn Hải Ninh đã đồng hành một thời gian dài trong hành trình làm nghệ thuật, họ được coi là "cặp bài trùng" trong ngành điện ảnh Việt Nam. Họ bắt đầu quen biết nhau khi cùng theo học tại trường điện ảnh Liên Xo.
Hải Ninh, một người từng là cựu binh, đã phát triển thành một đạo diễn xuất sắc với khả năng tổ chức và lãnh đạo tốt. Trong khi đó, ông Hoàng Tích Chỉ, người có xuất thân từ gia đình nho học và từng trải qua những khó khăn trong cuộc sống, đã tìm đến nghề biên kịch và đặt tâm huyết vào công việc này. Cả hai đều đồng tâm, hết lòng với công việc của mình và có mối liên kết tận tâm với nghệ thuật.
Các bộ phim mà 2 người từng làm với nhau, đó là: Vĩ tuyến 17 Ngày và Đêm, Em bé Hà Nội, Thành phố lúc rạng đông, Mối tình đầu.